# Schistura menanensis
Schistura menanensis es una especie de peces de la familia Balitoridae en el orden de los Cypriniformes.

## Morfología
• Los machos pueden llegar alcanzar los 5,9 cm de longitud total.

## Distribución geográfica
Se encuentra en la cuenca del río Chao Phraya en Tailandia.

## Hábitat
Es un pez de agua dulce.